# République de Tchita
Ne doit pas être confondu avec République d'Extrême-Orient.
22 novembre 1905 – 22 janvier 1906
Entités précédentes :
- Empire russe

Entités suivantes :
- Empire russe

La république de Tchita (russe : Читинская республика) a été une république de courte durée sous la dictature théorique des ouvriers et des paysans. La ville de Tchita dans l'Est de la Sibérie, lieu d'exil pour les premiers révolutionnaires, était devenue un centre d'agitation ouvrière dans les premières années du XXe siècle. Au cours de la révolution russe de 1905 des révolutionnaires armés, appartenant au Parti ouvrier social-démocrate de Russie et dirigés par Viktor Kournatovski (en), y prirent le contrôle au mois de décembre et proclamèrent la République de Tchita. Les dirigeants de la république essayèrent d'organiser administrativement la ville et ses environs et le nouveau journal Zabaykalsky Rabochii y fut publié le 7 décembre 1905, mais la république était vouée à l'échec après l'écrasement des insurrections à Moscou et Saint-Pétersbourg. Les troupes fidèles au régime, sous les ordres de Paul von Rennenkampf et du général Miller-Zakomelsky, furent envoyées pour soumettre le territoire révolté qui fut rapidement subjugué, et le 22 janvier 1906 Tchita fut occupée par les troupes gouvernementales. Les dirigeants de la République de Tchita furent fusillés sur la colline de Titovski sopka. En leur mémoire leurs noms ont été donnés à plusieurs rues centrales de la ville (rue Babouchskinskaïa, rue Kournatovski etc). 
L'appellation république de Tchita (Tchitinskaya Respublika) désigne également la république d'Extrême-Orient (6 avril 1920 - novembre 1922), dont Tchita fut la capitale après octobre 1920.

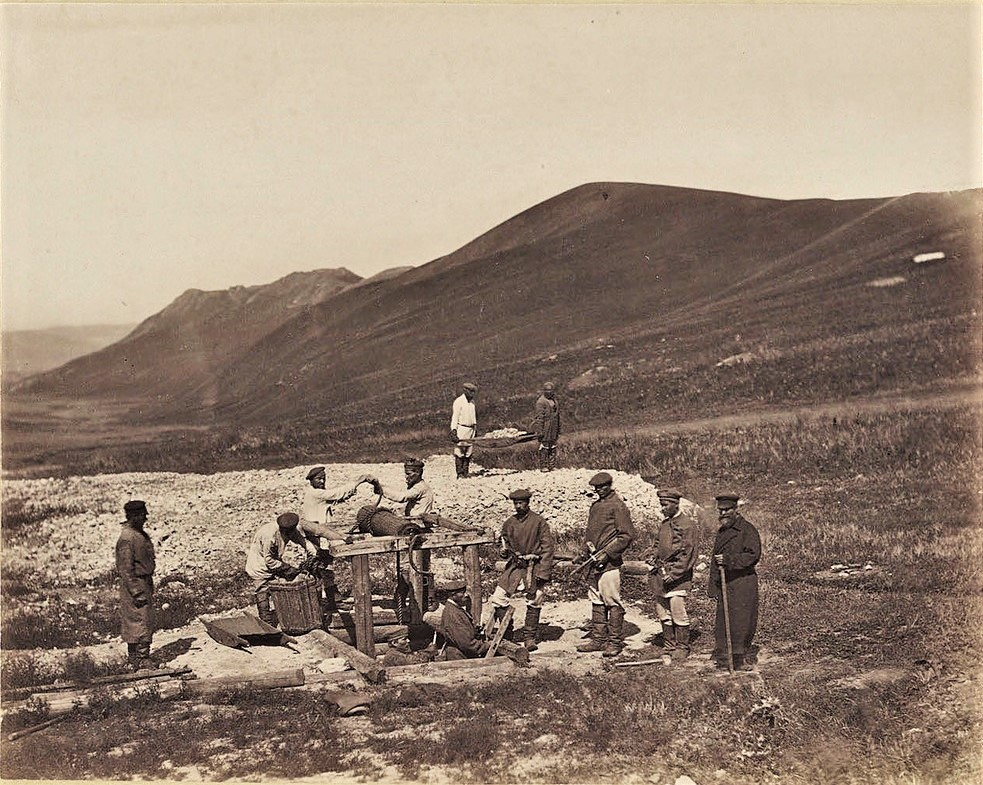
Descente de bagnards dans une mine. Mine de Savinsk, Gorni Zerentouïsk, oblast de Nertchinsk. 1891 - Photographie d'A. K. Kouztsenov.

## Prémices du mouvement révolutionnaire
Au début même de la mise en valeur de la Transbaïkalie, l'État utilisait cette région comme lieu d'exil. De 1826 à 1917, un grand nombre de prisonniers politiques s'y trouvèrent envoyés aux travaux forcés. Dans les années 1860, au moment de l'essor du mouvement révolutionnaire, le nombre des bagnards du katorga de Nertchinsk s'accrut. À cette époque, les bagnards représentèrent jusqu'à 78 % de l'ensemble des employés des mines métallurgiques de Transbaïkalie.
Les révolutionnaires Nikolaï Tchernychevski, Mikhail Mikhailov, Nikolaï Ichoutine, Hyppolite Michkine, Piotr Alekseiev, et les bolcheviks Viktor Kournatovski, Iemelian Iaroslavski et d'autres furent déportés dans ces bagnes.
Les mines métallurgiques recourraient activement au travail forcé. De nouvelles prisons s'ouvrirent à côté des mines : Pokrovsk (1884), Akatouï (1887), Gorni Zerentouïsk (1889), Kadainsk (1891), Maltsevsk (1892). 
Après leur libération, les bagnards restaient dans des colonies en Transbaïkalie, ce qui contribua à favoriser des idées révolutionnaires et l'engagement des habitants dans le mouvement révolutionnaire. Au début du XXe siècle, il y avait rien qu'à Tchita 70 membres des partis Terre et Liberté (Zemlia i Volia) et Narodnaïa Volia.
Les conditions de travail dans les mines étaient difficiles, non seulement pour les bagnards, mais également pour les travailleurs volontaires. La durée journalière de travail était de 14 à 16 heures, pour des salaires faibles. 
Dans la deuxième moitié du XIXe siècle, les travailleurs des mines d'or, mécontents des conditions de travail, organisèrent 33 grèves. Les grévistes exigeaient une amélioration des conditions de travail et une augmentation des salaires.
La construction du tronçon de Transbaïkalie, de la station de Myssovsk à la ville de Sretensk, du Transsibérien (1895–1900) fit affluer des travailleurs non qualifiés, dont une grande partie avait une expérience du mouvement ouvrier et révolutionnaire. Plus de 9000 ouvriers et employés travaillaient en 1900 dans les établissements locaux du Transsibérien. 11 dépôts avec ateliers furent créés. Les dépôts les plus importants se trouvaient à Verkhneoudinsk (Oulan-Oude), Tchita, Khilok et Chilka.
L'abolition du servage et la colonisation volontaire ou contrainte de la Transbaïkalie entraînèrent un accroissement significatif de la population de la région, de 284 945 habitants en 1864 à 654 056 en 1897.
Le contexte social était ainsi, au début du XXe siècle, favorable à la diffusion des idées révolutionnaires, en premier lieu chez les prolétaires, dont le nombre avait augmenté avec les arrivants de Russie d'Europe.

## Formation du mouvement
En 1898, le premier cercle social-démocrate fut créé par Mineï Goubelman (Iemelian Iaroslavski) et G. I. Kramolnikov par les travailleurs des Ateliers ferroviaires centraux à Tchita. En dehors des employés du chemin de fer, des élèves enseignants des séminaires et des collèges participèrent au cercle. Les idées marxistes se diffusaient activement parmi les ouvriers et la population.
En avril 1902 le comité de Tchita du Parti ouvrier social-démocrate de Russie (POSDR) est fondé, en mai se déroule une fête du 1er mai (maiovka) sur la colline de Titovski sopka, près de Tchita.

« …À Pâques, parmi les ouvriers des ateliers du chemin de fer, des proclamations furent distribuées pour inviter à fêter le 1er mai. … Ces proclamations produisirent une grande impression sur les ouvriers, mais elles eurent leur plus grand effet sur le gouverneur Nadarov et les bourgeois. Les autorités commencèrent à se préparer sérieusement à la répression d'une émeute. Nadarov donna l'ordre de livrer deux cents sabres cosaques à chaque troupe, de préparer des canons et d'armer deux compagnies de fantassins et...  pas de quartier ! Le 1er mai au matin, le temps fut exécrable, et aucun ouvrier n'aurait voulu fêter un tel jour. Mais les troupes furent postées. 150 ouvriers organisèrent une maiovka - marchant avec un drapeau rouge et en chantant. Derrière eux, les troupes équipées, qui attendaient en vain l'émeute… »

— Emelian Iaroslavski pour le journal Iskra.
En janvier 1904 commença la guerre russo-japonaise, la Transbaïkalie devint l'arrière de l'armée de Mandchourie. S'ensuivit une exacerbation des contradictions sociales. Les révolutionnaires escomptaient que la guerre qui commençait allait créer les conditions d'un affaiblissement de l'autocratie impériale. Le comité de Tchita du POSDR commence alors une propagande active contre la guerre et contre le pouvoir.  
En 1905, les organisations sociales-démocrates étaient actives à Tchita, Khilok, Chilka, Sretensk, Nertchinsk et dans une série d'autres stations.

## Débuts du soulèvement

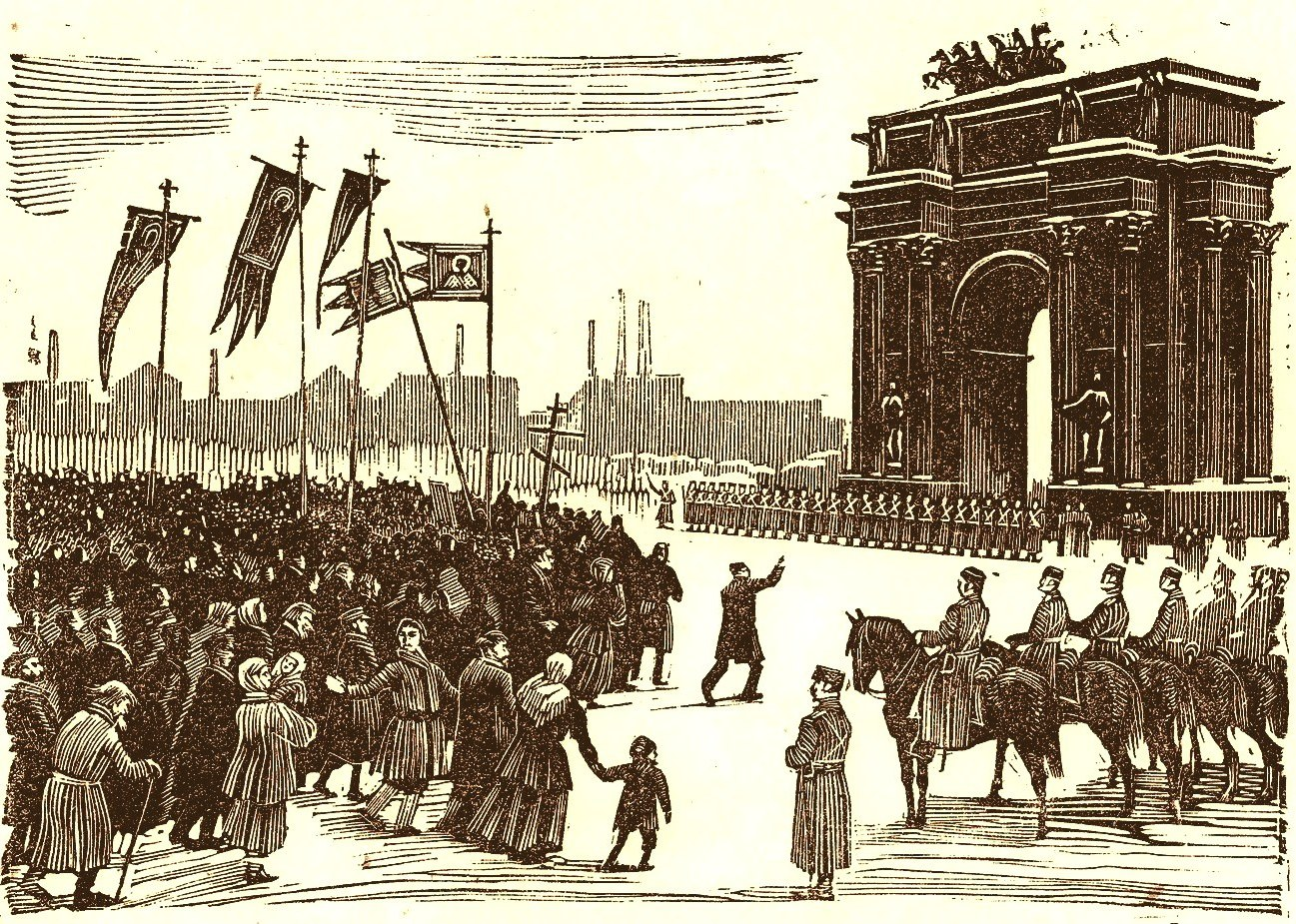
Le matin du 9 janvier, à la Porte de Narvsk. Gravure d'un artiste inconnu

Le 9 janvier 1905 (22 janvier dans le calendrier grégorien) (dimanche rouge), un cortège pacifique d'ouvriers pétersbourgeois vers le palais d'Hiver fut dispersé à Saint-Pétersbourg. Des armes à feu furent utilisées contre les ouvriers désarmés. La dispersion du cortège, provoquant des dizaines ou des centaines de victimes, déclencha un mouvement de révolte dans la société russe et marqua le point de départ de la première révolution russe.
Le 14 janvier 1905 (27 janvier dans le calendrier grégorien) a eu lieu à Tchita un meeting des ouvriers des Ateliers et dépôts ferroviaires généraux Les participants exigeaient le renversement de l'autocratie, la convocation d'une assemblée constituante élue au suffrage universel, égal, direct et secret, la proclamation d'une république démocratique et l'arrêt de la guerre russo-japonaise, et déjà les 29-31 janvier 1905, les ouvriers du chemin de fer organisèrent la première grève politique.
Le 1er avril 1905 (14 avril dans le calendrier grégorien) les autorités, inquiétées par le développement de l'état d'esprit révolutionnaire, déclarent l'état de guerre.
Le 18 avril 1905 (1er mai dans le calendrier grégorien) le drapeau rouge est érigé au sommet du monument de Nicolas II par les ouvriers du chemin de fer, et pour le jour chômé, ils participent à une maiovka en dehors de la ville.

« Citoyens !
 …le 9 janvier a été le jour de la déclaration de la guerre civile, le premier jour de la révolution populaire… A bas les bourreaux du peuple ! A bas la guerre ! Vive le soulèvement du populaire ! Vive le prolétariat de tous les pays - premier combattant de la révolution ! »

— Extrait d'une proclamation du comité de Tchita du POSDR.
Les ouvriers des Ateliers et dépôts généraux et dépôts de Tchita firent une grève politique du 8 juillet 1905 (21 juillet dans le calendrier grégorien) au 27 juillet 1905 (9 août dans le calendrier grégorien), soutenus par ceux de Borzia, Morzon, Khilok, Olovianniaïa, Slioudianka, et Verkhneoudinsk.
En août - septembre 1905, Nikolaï Baranski organisa un congrès illégal des ouvriers du Chemin de fer du Transbaïkal, dans lequel furent élaborés les statuts de leur union professionnelle.
En octobre démarra une grève à Moscou, qui s'étendit à tout le pays et se transforma dans la grève générale politique d'octobre.
À Tchita la grève débuta le 1er octobre 1905 (14 octobre dans le calendrier grégorien). Les ouvriers du chemin de fer débrayèrent en premier à l'appel du comité de Tchita du POSDR. Ils furent rejoints par les employés des postes, du télégraphe, des stations de téléphone, les ouvriers typographes, les enseignants et les élèves -maîtres.

« Le chemin de fer du Transbaïkal est dans les mains des révolutionnaires, des mouvements paysans commencent dans l'oblast… A Tchita les troupes ont rejoint les révolutionnaires ; la police a été transformée en une milice, à laquelle le gouverneur a donné des armes...Le bureau de la poste et du télégraphe est avec la direction des grévistes. Les correspondances des autorités ne sont pas acceptées. Il est nécessaire pour le rétablissement de l'ordre légal d'envoyer les troupes attendues. »

— Télégramme du chef de la gendarmerie d'Irkoutsk au département de la police sur la situation à Tchita.
Le 10 novembre 1905 (23 novembre dans le calendrier grégorien) le comité de Tchita du POSDR, s'étant préparé depuis le début octobre à un soulèvement armé, tenta de mettre main sur des armes. L'ouvrier A. Kiselnikov périt au cours de ce coup de main. Son enterrement se transforma en manifestation de trois mille personnes.

## Soulèvement à Tchita

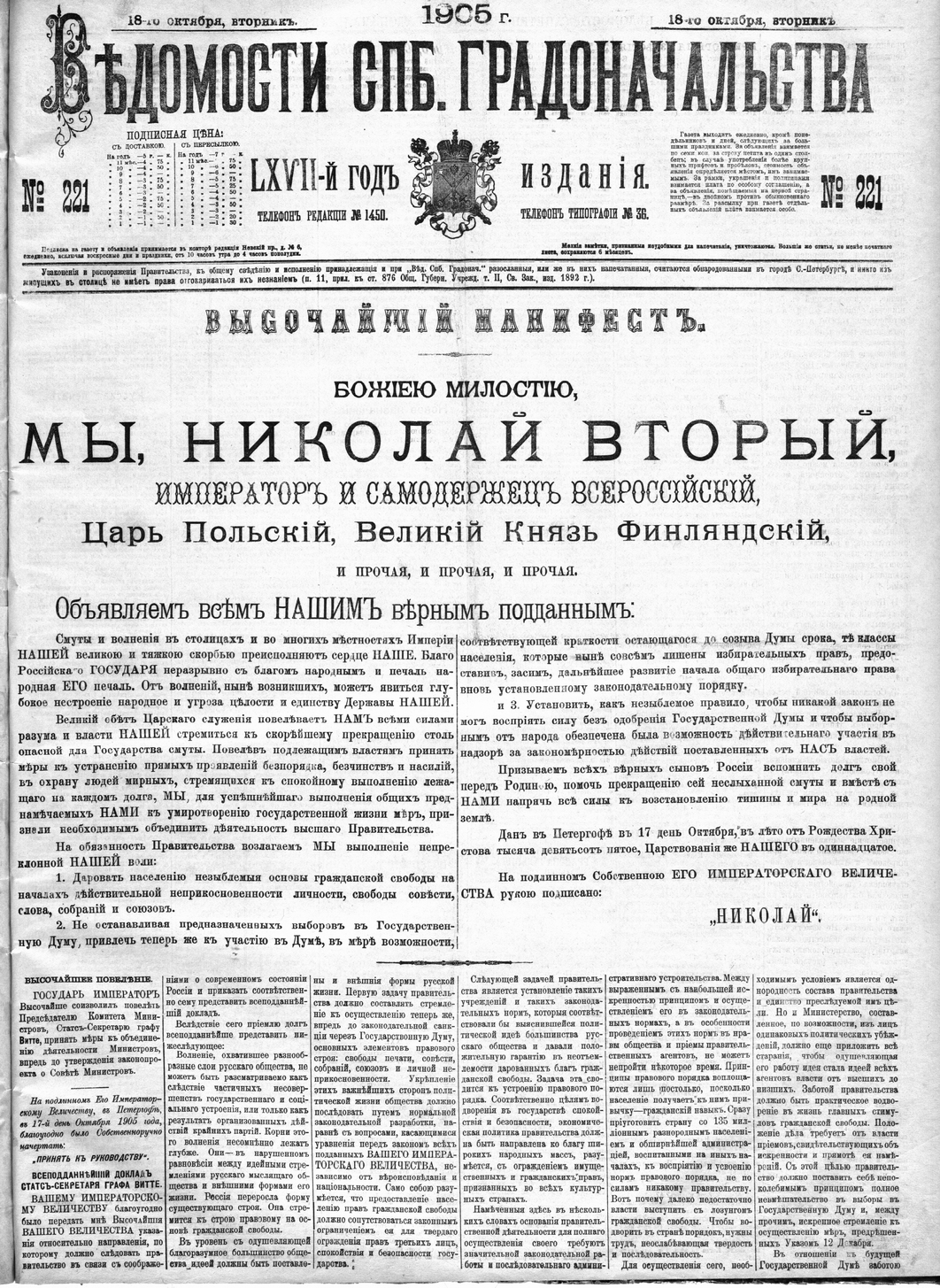
Manifeste d'octobre

En 1905, des mouvements de masse se produisent dans l'ensemble de la Transbaïkalie. 112 bourgs sont touchés par les mouvements paysans. Les revendications paysannes étaient principalement politiques.
L'effervescence révolutionnaire gagne aussi l'armée en Transbaïkalie. 18 manifestations de soldats ont lieu entre 1905 et 1907, dont 14 à Tchita dans cette période, et, en 1905, dans l'ensemble de la Transbaïkalie, sont dénombrées 8 manifestations, dont 6 accompagnées soit de la rédaction de revendications, soit de la création d'organisations de soldats : unions, comités, bureaux  7 manifestations furent conjointes avec des ouvriers.
Des meetings ont lieu dans les stanitsas cosaques. Un tiers des stanitsas soutiennent les revendications révolutionnaires, et quelques-unes s'engagent dans la liquidation de l'ordre cosaque.
En tout, dans le pays, dans la seule période du 12 octobre 1905 (25 octobre dans le calendrier grégorien) au 18 octobre 1905 (31 octobre dans le calendrier grégorien) deux millions de personnes font grève dans les différents secteurs industriels. Cette grève générale, et avant tout, la grève des ouvriers du chemins de fer, contraint l'empereur à des concessions. Le 17 octobre 1905 (30 octobre dans le calendrier grégorien), il signe le manifeste d'octobre, accordant les droits et libertés civiques, comme les libertés de conscience, d'expression, de réunion et d'association.
La promulgation du manifeste d'octobre renforce l'activisme partisan dans la Transbaïkalie. À Tchita et dans d'autres villes, des sections de différents partis et organisations se créent. Les tentatives des autorités d'apaiser les révolutionnaires par des concessions provoquent seulement la division du mouvement. Le comité de Tchita du POSDR est rejoint par des prisonniers politiques libérés des bagnes et des révolutionnaires professionnels.
Dans ce contexte de tension, l'escalade du conflit était inévitable. 

### Novembre

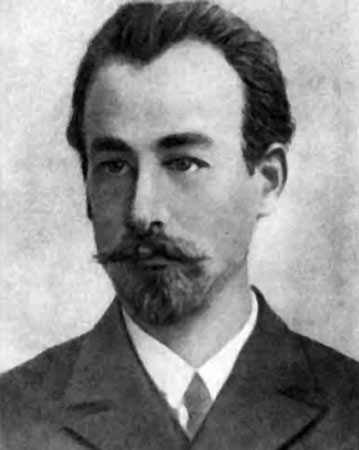
Viktor Konstantinovitch Kournatovski

En novembre 1905, un congrès social-démocrate a lieu à Tchita. Viktor Kournatovski, M. Lourié, N. Koudrine, et A. Kostiouchko-Volioujanitch entrent au comité du POSDR.
Le comité du Chemin de fer de Transsbaïkalie se place sous la direction de I. Liakhovski, mettant sous son contrôle la direction. 
Le 3 novembre 1905 (16 novembre dans le calendrier grégorien), une assemblée des soldats et des cosaques a lieu dans l'atelier général des chemins de fer de Tchita. La propagande active du comité du POSDR de l'oblast conduit 5 000 hommes de la garnison de Tchita à se mettre du côté des insurgés. 
Le 8 novembre 1905 (21 novembre dans le calendrier grégorien) un soviet des ouvriers et des cosaques est élu par une assemblée de plusieurs milliers de personnes et une garde armée de 4 000 personnes est créée. A. Kostiouchko-Volioujanitch prend la tête du soviet et de la garde. Ce même jour, les ouvriers introduisent de leur propre autorité la journée de travail de 8 heures.  

« Ce n'est que les armes à la main, contre les troupes de l'autocratie et du capital, que nous arriverons à l'ordre socialiste »

— Extrait d'une déclaration d' A. Kostiouchko-Volioujanitch  devant les ouvriers
Le 10 novembre 1905 (23 novembre dans le calendrier grégorien) 5 000 manifestants défilent sous la protection de la garde ouvrière. Ils réclament la libération de prison de D. Krivonosenko, membre du PISDR et de deux cosaques. Les autorités de l'oblast donnent suite à cette revendication et libèrent les prisonniers.

### Décembre

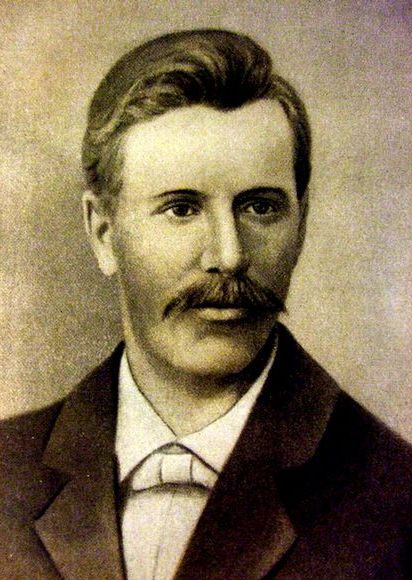
Ivan Vasilievich Babouchkine

Le gouverneur Ivan Khochtchevnikov (ru) conserve formellement son poste, mais n'a pas en réalité d'influence sur les événements. L'arrivée de Mandchourie d'une partie des troupes du 2e régiment d'infanterie de Tchita et de l'état-major de la 1re division de tirailleurs de Sibérie ne modifie pas le rapport de force. 
Pendant la guerre russo-japonaise, un grand nombre d'armes et de munitions avaient été stockées dans les magasins de Tchita, ce qui était intéressant pour les révoltés. 
Au début de décembre 1905, Ivan Babouchkine arrive à Tchita d'Irkoutsk, envoyé au comité du POSDR. Les 22 novembre 1905 (5 décembre dans le calendrier grégorien) et 29 novembre 1905 (12 décembre dans le calendrier grégorien), la garde armée ouvrière, sous le commandement d'A. Kostiouchko-Volioujanitch tente de se saisir des armes dans les magasins militaires et les wagons du 3e bataillon de réserve du chemin de fer. Elle ne rencontre pas de résistance sérieuse, et les gardes s'emparent de 1500 fusils et de munitions. 
Le 24 novembre 1905 (7 décembre dans le calendrier grégorien), le journal L'ouvrier de Transbaïkalie commence à paraître, sous la rédaction de Kournatovsov, avec un tirage de 8 à 10 000 exemplaires. Il devient l'organe du comité du POSDR de Tchita.
Le 28 novembre 1905 (11 décembre dans le calendrier grégorien) a lieu le congrès des différents comités du Chemin de fer de Transbaïkalie. Le congrès appelle les ouvriers à prendre le pouvoir de leurs propres mains. 
Le 7 décembre 1905 (20 décembre dans le calendrier grégorien) une délégation sous la direction de Kournatovski libère 15 matelots du mouilleur de mine Prout, emprisonnés dans le bagne d'Akatouï.
Dans la nuit du 8 décembre 1905 (21 décembre dans le calendrier grégorien) au 9 décembre 1905 (22 décembre dans le calendrier grégorien) les révolutionnaires s'emparent encore dans la station de Tchita-1 de 2000 fusils.
Dans un meeting des travailleurs de la poste et du télégraphe, la décision est prise à l'unanimité de retirer immédiatement l'accès de la poste et du télégraphe au gouvernement. L'occupation de la poste et du télégraphe de Tchita a lieu le 22 décembre, et les postes militaires gardant le bureau de la poste et du télégraphe sont transformés en postes de la milice ouvrière.

### Janvier
le 9 janvier 1906 (22 janvier dans le calendrier grégorien), l'anniversaire du dimanche rouge donne lieu à des manifestations à Tchita et dans d'autres villes, auxquelles prennent part 5 000 personnes.
En janvier, les insurgés de Tchita concentrent leurs efforts sur la saisie d'armes. Le 23 décembre 1905 (5 janvier 1906 dans le calendrier grégorien) et le 29 décembre 1905 (11 janvier 1906 dans le calendrier grégorien), des prises massives d'armes ont lieu à la station de Tchita-1. Plus de 36 000 fusils, 200 revolvers, des explosifs et des munitions sont alors à la disposition du soviet de la garde ouvrière.
Le 27 décembre 1905 (9 janvier 1906 dans le calendrier grégorien) des fusils sont envoyés à Verkhneoudinsk, et encore 3 wagons avec des armes à Mysovaïa, Slioudiank  et Irkoutsk. Les armes sont accompagnées par des groupes révolutionnaires sous la direction d'I. Babouchkine. Dans le même temps, une expédition punitive du général Alexandre Meller-Zakomelski (en), part de l'est pour réprimer le soulèvement de Tchita. Elle s'empare de Babouchkine et cinq de ses camarades à la station de Slioudanka. Le 5 janvier 1906 (18 janvier dans le calendrier grégorien), Babouchkine et les télégraphistes Kliouchnikov, Savine, Ermolaiev et Bialikh sont fusillés sans jugement à la station de Mysovaïa, qui portera ensuite le nom de Baboukchine.
Parallèlement à l'expédition de Meller-Zakomelski, des troupes sous le commandement du général Pavel von Rennenkampf sont envoyées de Mandchourie en Transbaïkalie pour réprimer le soulèvement. Le 4 janvier 1906 (17 janvier dans le calendrier grégorien), elles fusillent à la station de Borzia A. Popov (Konovalov), membre du comité du POSDR de Tchita.
À la fin janvier, les insurgés sont dans une situation difficile. Le comité de Tchita du POSDR envoie deux régiments, qui doivent s'opposer à l'avance de l'expédition vers Tchita, mais le font sans succès.
Compte tenu de l'encerclement de la République de Tchita par les troupes des généraux Meller-Zakomelski et Rennenkampf, le POSDR et le soviet de la garde ouvrière décident de ne pas opposer de résistance directe et font le choix de méthodes de lutte partisanes.

## Répression

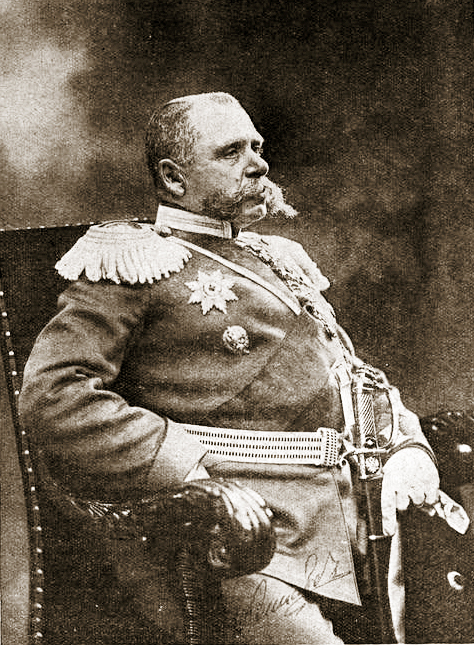
Pavel von Rennenkampf

Le 22 janvier 1906 (4 février dans le calendrier grégorien) l'expédition punitive du général Pavel von Rennenkampf entre à Tchita sans un coup de feu, ne rencontrant pas de résistance. 
I. Kholchtchefnikov est démis des fonctions de gouverneur, accusé de complicité avec les révolutionnaires (l'accusation étant révisée par la suite), des arrestations massives sont faites dans les rangs des participants au soulèvement. Les activistes révolutionnaires sont condamnés par un tribunal de guerre à la peine de mort par pendaison, peine commuée en fusillade pour quatre d'entre eux (A. Lostiouchko-Volioujanitch, E. Tsoupsman, P. Stoliarov et I. Vaïnstein), et dans le bagne pour les autres. 
Le 2 mars 1906 (15 mars dans le calendrier grégorien), ces dirigeants du soulèvement armé sont fusillés sur le versant de la colline de Titovski sopka :
- Anton Antonovitch Kostiouchko-Volioujanitch, membre du comité de Tchita du Parti ouvrier social-démocrate de Russie, président du soviet de la garde ouvrière[17].
- Ernest Vidovitch Tsoupsman, directeur adjoint de la station ferroviaire Tchita-1[18].
- Prokopi Evgrafovith Stoliarov, ouvrier des Ateliers généraux du chemin de fer[19].
- Isaï Aronovitch Vaïnstein, sociétaire de la coopérative de consommation des employés et ouvriers des Chemins de fer de Transbaïkalie[20].

Viktor Kournatovski est condamné à l'exil à vie après avoir été forcé à assister à des exécutions. Jusque qu'au 8 mai 1906 (21 mai dans le calendrier grégorien), 77 personnes furent encore condamnées à mort, 15 aux travaux forcés, 18 à la réclusion en prison. Plus de 400 ouvriers furent licenciés des ateliers et dépôts généraux et ensuite expulsés de Tchita. La surveillance de la police et de la gendarmerie fut renforcée. 

« . …Les principaux coupables sont tous arrêtés, mais quelques uns se cachent. Je propose de les traduire devant le tribunal de guerre érigé par moi. Presque tous les subalternes du 3e bataillon de réserve du chemin de fer, où la mutinerie commença sont arrêtés ; lors de l'arrestation, un officier rebelle de ce même bataillon a tué le sous-lieutenant Ivatchenko. J'ai arrêté les membres présents de l'union militaire en formation, les absents sont recherchés. J'ai ordonné de fermer le journal révolutionnaire distribué dans tout l'oblast, d'enfermer les typographes et d'arrêter les rédacteurs et l'éditeur… »

— Extrait du rapport de Pavel von Rennenkampf à Nicolas II sur la répression de l'insurrection armée de Tchita -  23 janvier 1906 (5 février dans le calendrier grégorien)).
Après la mise à bas du soulèvement, le comité de Tchita du POSDR continua son activité dans la clandestinité. Le 1er mai 1906 des tracts révolutionnaires sont à nouveau distribués. Dans l'ensemble de l'année 1906 furent dénombrés 15 grèves ouvrières, des mouvements paysans dans 53 bourgs, 5 soulèvements paysans et 4 de soldats.

## Postérité
- Un monument en mémoire de A. Kostiouchko-Volioujanitch, E. Tsoupsman, P. Stoliarov et I. Vaïnstein a été édifié sur le lieu de l'exécution des participants au soulèvement armé de Tchita et des organisateurs de la République de Tchita, près de la colline de Titovskaïa sopka. Le monument fut inauguré pour le 20e anniversaire de l'exécution des révolutionnaires. Il fut un des premiers monuments érigé à Tchita sous le pouvoir soviétique[23].
- Des rues portent les noms de Kostiouchko-Volioujanitch, Stoliarov, Kournatovski et Babouchkine dans le centre de Tchita et dans le quartier de Sviatochino à Kiev.
- Des rues de villes de l'arrondissement ferroviaire portent le nom de Tsoupsman, Vaïnstein et Baranski.
- Une rue de Borzia s'appelle A. Popov (Konovalov).
- Le musée ethnographique régional de Transbaïkalie porte le nom d'A. Kousnetsov.